# Championnat d'Amérique du Sud masculin de volley-ball des moins de 19 ans 1992
Navigation
Édition précédente Édition suivante
Le 8e championnat d'Amérique du Sud masculin de volley-ball des moins de 19 ans s'est déroulé en 1992 à Valencia, Venezuela. Il a mis aux prises les cinq meilleures équipes continentales.

## Équipes présentes
- Argentine
- Brésil
- Colombie
- Pérou
- Venezuela

## Classement final
| Place              | Équipe    |
| ------------------ | --------- |
| Médaille d'or      | Brésil    |
| Médaille d'argent  | Argentine |
| Médaille de bronze | Colombie  |
| 4                  | Venezuela |
| 5                  | Pérou     |